# Wide Awake in Europe
Albums de U2
Artificial Horizon
(2010) U2 Duals
(2011)
Wide Awake in Europe est un EP en live du groupe de rock U2, commercialisé le 26 novembre 2010 par les organisateurs du Record Store Day, pour inciter les acheteurs à se rendre chez les disquaires. Le titre et la pochette de ce disque font référence à l'EP Wide Awake in America de U2, sorti en 1985. L'EP comprend les chansons I'll Go Crazy If I Don't Go Crazy Tonight, Moment of Surrender et Mercy, ce dernier étant un titre inédit qui a fait ses débuts en tournée.

## Liste des titres
Toutes les paroles sont écrites par Bono, toute la musique est composée par U2, excepté I'll Go Crazy If I Don't Go Crazy Tonight (musique de Brian Eno et Daniel Lanois).
| 1. | Mercy (Live à Bruxelles) | Stade Roi-Baudouin, 22 septembre 2010 | 4:38 |

| 1. | I'll Go Crazy If I Don't Go Crazy Tonight (Live U2360° Remix) | Croke Park à Dublin, 27 juillet 2009              | 6:44 |
| 2. | Moment of Surrender (Live à Paris)                            | Stade de France de Saint-Denis, 18 septembre 2010 | 7:09 |

## Crédits
- Réalisation artistique – Declan Gaffney
- Enregistrement – Alastair McMillan
- Mixage – Declan Gaffney, Russell Fawcus (assistance on I'll Go Crazy If I Don't Go Crazy Tonight)
- Mastering – Scott Sedillo au Bernie Grundman Mastering
- Post-production audio – Cheryl Engles chez Partial Productions
- Photographie – Aaron Harris
- Design – Shaughn McGrath (Amp Visual)